# XXII зимові Олімпійські ігри в Сочі (монета)
«XXII зимо́ві Олімпі́йські і́гри в Со́чі» — пам'ятна монета номіналом 2 гривні, випущена Національним банком України, присвячена важливій події у світовому спортивному житті — XXII зимовим Олімпійським іграм у місті Сочі (Росія) та участі в них національної збірної України.
Монету введено в обіг 3 лютого 2014 року. Вона належить до серії «Спорт».

## Опис монети та характеристики
| Номінал грн. | Метал      | Маса, г | Діаметр, мм | Якість виготовлення       | Гурт     | Тираж, штук |
| ------------ | ---------- | ------- | ----------- | ------------------------- | -------- | ----------- |
| 2            | нейзильбер | 12,8    | 31,0        | спеціальний анциркулейтед | рифлений | 15 000      |

### Аверс
На аверсі монети розміщено: угорі малий Державний Герб України, напис півколом «НАЦІОНАЛЬНИЙ БАНК УКРАЇНИ», на синьо-жовтому тлі, що символізує кольори національної олімпійської збірної України (використано тамподрук), — стилізоване зображення гір, під якими на дзеркальному тлі: ліворуч — рік карбування монети «2014», у центрі написи: «ЗИМОВІ/ОЛІМПІЙСЬКІ/ІГРИ» та півколом номінал — ДВІ ГРИВНІ та логотип Монетного двору Національного банку України (праворуч).

### Реверс
На реверсі монети на дзеркальному тлі зображено на передньому плані біатлоніста та по колу спортсменів — представників зимових видів спорту.

## Автори

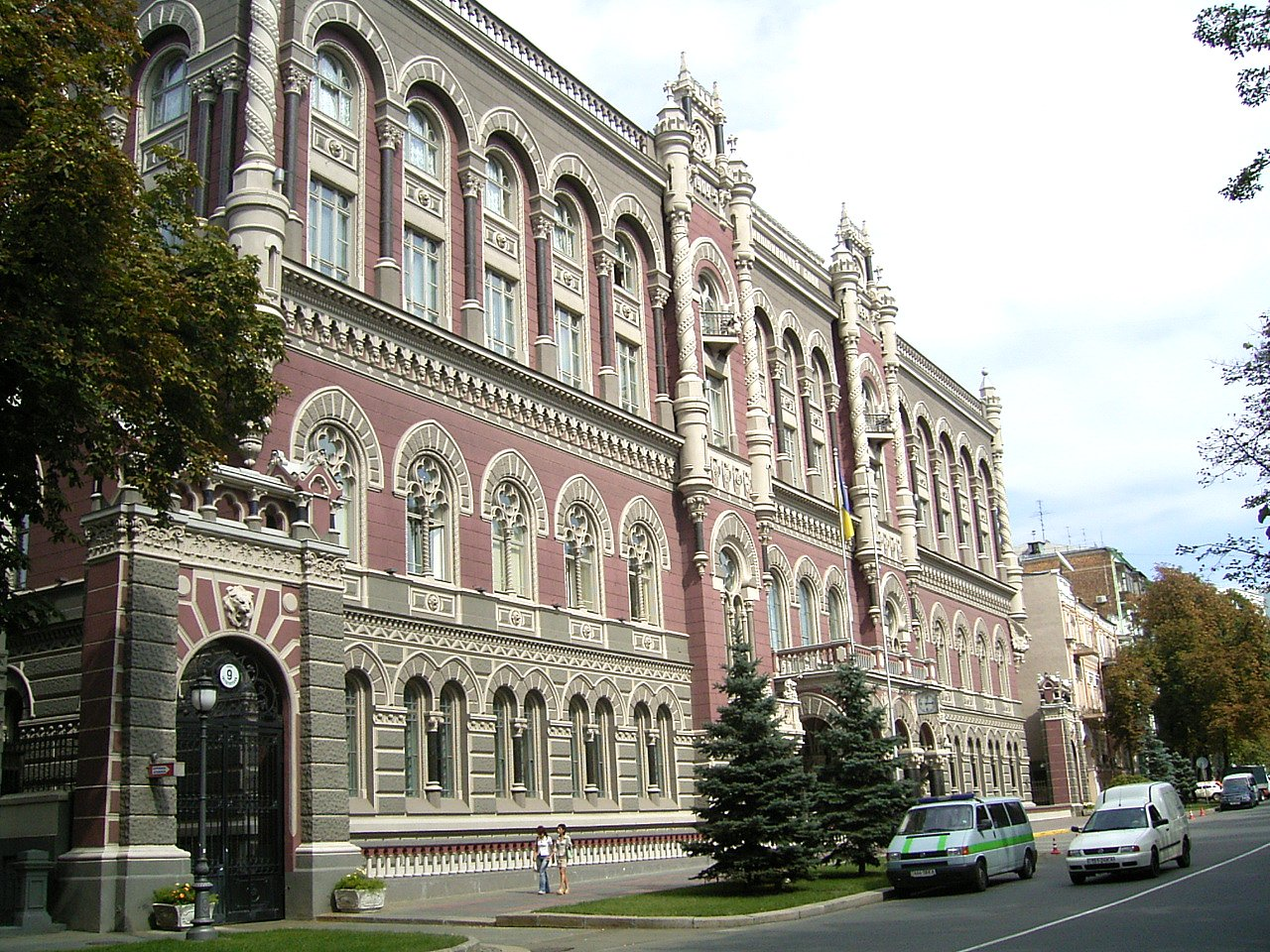
Будівля Національного банку України

- Художники: Скоблікова Марія, Кузьмін Олександр.
- Скульптори: Іваненко Святослав, Дем'яненко Володимир.

## Вартість монети
Під час введення монети в обіг 2014 року, Національний банк України реалізовував монету через свої філії за ціною 20 гривень.
Фактична приблизна вартість монети з роками змінювалася так:
| Рік        | 2014 | 2015  | 2016  | 2017  | 2018  | 2019  | 2020  | 2021  | 2022  | 2023  | 2024  | 2025  |
| ---------- | ---- | ----- | ----- | ----- | ----- | ----- | ----- | ----- | ----- | ----- | ----- | ----- |
| Ціна, грн. | 400  | 1 600 | 1 300 | 1 300 | 1 380 | 1 270 | 1 210 | 1 380 | 1 850 | 4 500 | 4 150 | 4 400 |